# Leonardo DiCaprio

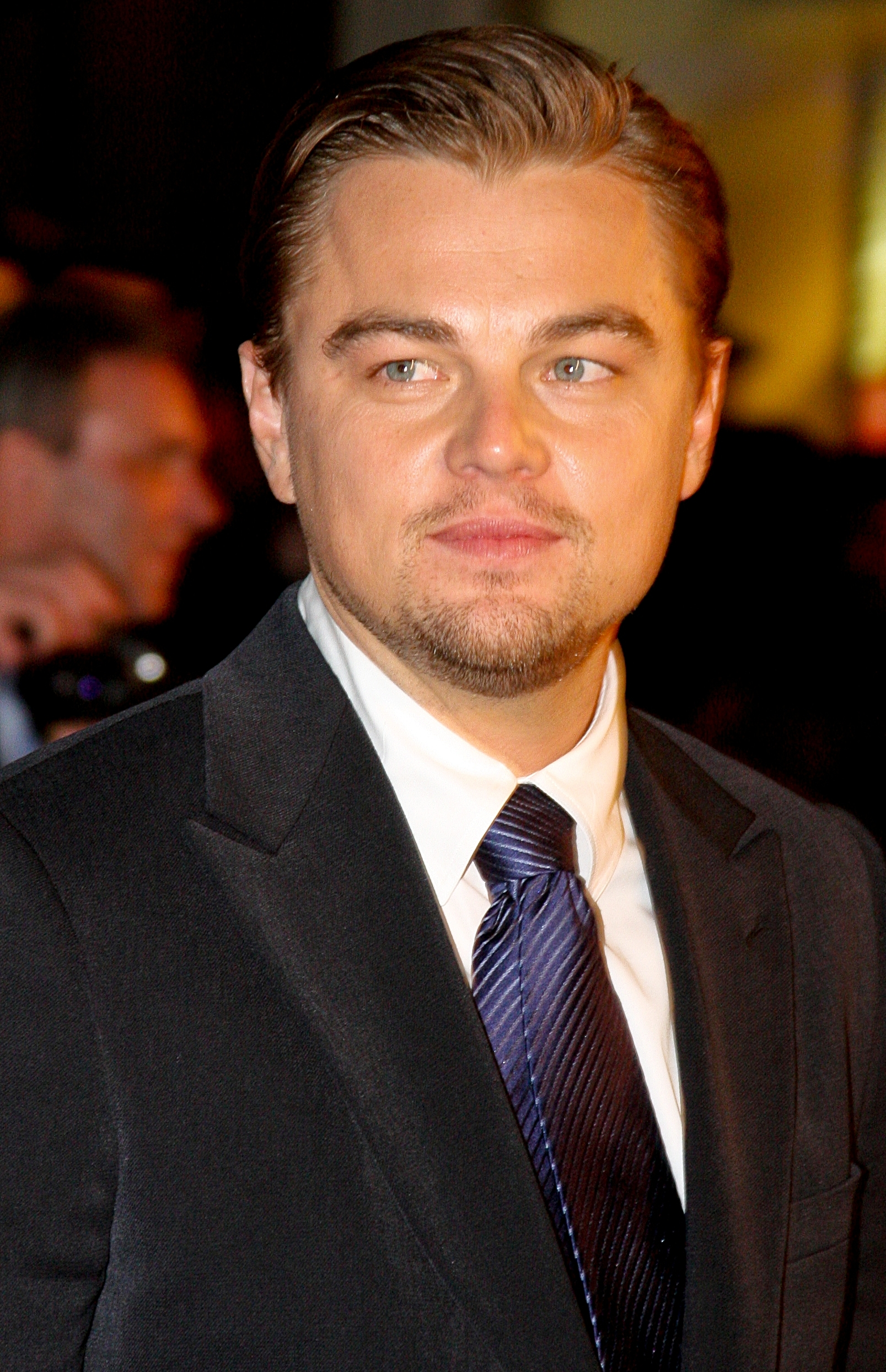

Leonardo Wilhelm DiCaprio (Los Angeles, Kalifornia, 1974. november 11. – ) Oscar-díjas, háromszoros Golden Globe-díjas amerikai színész. Világhírnevet a Titanic című film főszerepével nyert, ezenkívül olyan további sikeres produkciókban játszott, mint a Rómeó + Júlia, a Kapj el, ha tudsz, az Aviátor, A tégla, az Eredet, a Viharsziget, a Véres gyémánt, A nagy Gatsby, A Wall Street farkasa vagy A visszatérő. Az utóbbi időkben Martin Scorsesével dolgozott együtt több filmen is, hasonlóan ahhoz, ahogy karrierje kezdetén Robert De Niro is gyakran forgatott a rendezővel. DiCaprio neves környezetvédelmi aktivista is, az egyik legkiemelkedőbb élharcosa a klímaváltozás ellen szorgalmazott lépéseknek. 2014-től az ENSZ békekövete. A 2016-ban bemutatott alkotása az Özönvíz előtt, amely az utóbbi időben az egyik legnézettebb dokumentumfilm lett.

## Élete

### Fiatalkora
DiCaprio Hollywoodban született, Los Angelesben, Kalifornia államban, George DiCaprio underground képregényrajzoló és -forgalmazó, illetve Irmelin Indenbirken, korábbi jogi titkárnő egyetlen gyermekeként. Anyja, aki anyai ágon orosz származású, még gyermekkorában a németországi Oer-Erkenschwickből az Egyesült Államokba költözött; apja pedig negyedik generációs amerikai, félig olasz, félig német származású, felmenői Nápolyból és Bajorországból származtak. DiCaprio egy oroszországi interjúja során önmagát "félig orosznak" nevezte, mivel két néhai nagyszülője is orosz volt. A szülők a főiskolán találkoztak, minekutána Los Angelesbe költöztek. DiCaprio keresztnevét Leonardo da Vinci után kapta; édesanyja az itáliai művész egyik festménye előtt állt, mikor fia rúgott egyet.
DiCaprio szülei elváltak, mikor egyéves volt; ezután többnyire anyjával élt, de apja sem hagyta magára. Gyermekkorában a Seeds Elementary Schoolba járt, érdekelték a kosaraskártyák, a képregények és a múzeumok, ahová gyakran vitte el édesapja. DiCaprio és édesanyja több Los Angeles-i környéken is élt; tizenéves korában az 1874 Hillhurst Avenue, Los Feliz címen laktak (amit később közkönyvtárrá alakítottak), anyja pedig több munkát is vállalt, hogy eltartsa magát és fiát. DiCaprio a közeli John Marshall High School diákja volt, mielőtt a Los Angeles Centre for Enriched Studies hallgatója lett. Reklámfilmekben szereplő mostohatestvére, Adam Farrar (apja új házasságából) is szerepet játszott abban, hogy DiCapriót a színészet érdekelni kezdte. Tizenkét évesen ügynök után nézett, de eleinte elutasításra talált; egy ügynök azt javasolta neki, angolosítsa nevét „Lenny Williams”-re, ám ezt DiCaprio visszautasította.

### Pályakezdése
Színészi karrierje 1989-ben kezdődött, mikor beválasztották Garry Buckman szerepére a Vásott szülők című sikerfilm sorozatváltozatába. Itt találkozott legjobb barátjával, Tobey Maguire-rel. Még ugyanebben az évben, DiCaprio feltűnt a Santa Barbara című szappanoperában Mason Capwellként (flashbackekben, tinédzserként). 1991 és 1992 között a Growing Pains-ben játszotta Luke Browert, egy hajléktalan fiút.
Azonban DiCaprio filmszerepeiről ismert. Debütálása a Rémecskék 3-hoz (1991) kötődik, ahol Josh-t formálta meg. A film korlátozott mozibemutatót kapott, s hamarosan kiadták videón. Két évvel később érkezett el az áttörés Toby szerepével az Ez a fiúk sorsa (1993) című filmben, ahol Robert De Niro és Ellen Barkin oldalán volt látható. A New York-i Filmkritikusok Szövetsége és a Filmkritikusok Országos Társasága figyelmét is magára vonta mint legjobb férfi mellékszerepő, ha díjat nem is nyert. Még ebben az évben olyan meggyőzően alakított egy mentálisan sérült fiút a Gilbert Grape-ben, hogy 19 évesen Oscar-díjra jelölték érte. 1995-ben szerepelt a Gyorsabb a halálnál című westernben és a Teljes napfogyatkozásban, két 19. századi költő, Paul Verlaine és Arthur Rimbaud közötti homoszexuális kapcsolat fikcionalizált elbeszélésében. DiCaprio alakította Rimbaud-t, Verlaine-t pedig David Thewlis játszotta. A filmben River Phoenix helyét vette át, aki sajnálatosan a film forgatása előtt elhunyt. A fekete-fehér, Don kocsmája című kisköltségvetésű film, melyben néhány barátjával tűnt fel (köztük Maguire-rel), 1995 és 1996 között forgott. Az észak-amerikai terjesztést azonban később DiCaprio és Maguire megakadályozta, mivel ők sosem szánták mozibemutatóra. A film 2001. február 9-én került először a nézők elé, a Berlini Nemzetközi Filmfesztiválon. Magyarországon 2004 áprilisában jelent meg DVD-n. Még mindig 1995-ben, DiCaprio eljátszotta Jim Carrollt az Egy kosaras naplójában, majd 1996-ban a férfi főszerep lett az övé a Romeo + Júliában, Shakespeare drámájának modern feldolgozásában, amely Baz Luhrmann ausztrál rendező nevéhez fűződik.

### A szupersztár és a 'Leo-Mania'
A „sztár” és a „szupersztár” státusz közötti lépésre 1997-ben került sor, mikor DiCaprio megkapta Jack Dawson szerepét a Titanicban. Minden idők legnagyobb bevételt hozó filmje (inflációt számítva a hatodik) tizenegy Oscar-díjat kapott. Az elkövetkezendő időszak folyamán DiCaprio nevét minden háztartásban megismerték világszerte, s olyan kifejezéssekkel azonosult, mint a „tini szívtipró” és a „szexszimbólum”. A világméretű hisztériának köszönhetően tizenéves lányok millióinak vágyálma lett, az E! Online pedig a bolygó legvadítóbb sztárjának írta le, míg Kate Winslet, Titanicbeli partnere azt mondta, egyetért azokkal, akik szerint ő a „legszebb férfi a Földön”. A People magazin számos alkalommal a világ legszebb emberei közé választotta. 1998-ban, ünnepeltsége csúcsán, DiCaprio már magazinok hosszú sorának címlapján szerepelt, a Vanity Fairtől a Rolling Stone-ig, s egy alkalommal a legtöbb keresést regisztráló személy lett az internet korai korszakában. DiCaprio elvállalta való életbeli „tinisztár” szerepének paródiáját Woody Allen szatirikus filmjében, a Sztárral szembenben. Még szintén 1998-ban eljátszotta XIV. Lajos francia király és titkolt ikertestvére, Fülöp kettős szerepét A vasálarcos című filmben. Akkoriban népszerűségének körülírására a „Leo-Mania” elnevezést használta a média, hasonlóan az 1960-as években a The Beatlest övező rajongás nyomán született „Beatlemaniá”-hoz.
A világon végigsöprő jelenség nem egyszer szült túlzó megnyilvánulásokat. A japán média 'Leo-szama'-ként (レオ様) utalt DiCaprióra, ahol a „szamá”-t olyan emberekre használják, akiket nagy dolgok véghezviteléért becsülnek, vagy uralkodói körökből valóak. A Time egy 2000-es interjúban összegezte a villámgyorsan szerzett hírnevet és buktatóit. Ebben azt írják,
DiCaprio még most is úgy gondol magára, mint független filmes színészre, s nem egy címlapfiúra. »Nem voltam egy nevezőn az egész Titanic-jelenséggel és azzal, amivé az arcom vált világszerte.« Kifejtette továbbá, »Sosem fogom újra elérni azt a népszerűségi szintet, s nem is számítok rá. Nem is fogom megpróbálni.«
Mindazonáltal, a szalagcímek és a visszhang továbbra sem ült le, s ismét csúcsra hágott, mikor DiCaprio szerepelt Danny Boyle filmjében, az Alex Garland kalandtúrás-klasszikusából készült A partban. A thai hatóságokkal való összetűzések miatt Ko Phi Phi sziget használatával kapcsolatban a film több negatív sajtóvisszhagot generált 1999-ben, mint ahogy arra a készítők számítottak. Jelentések szerint a filmes cégnek adott engedély a Phi Phi Nemzeti Park belső környezetének fizikai megváltoztatására illegális volt. Végül a film az amerikai mozipénztáraknál sem hozta az elvárt szintet, s a kritika is kedvezőtlenül fogadta.

### Az elismert színész

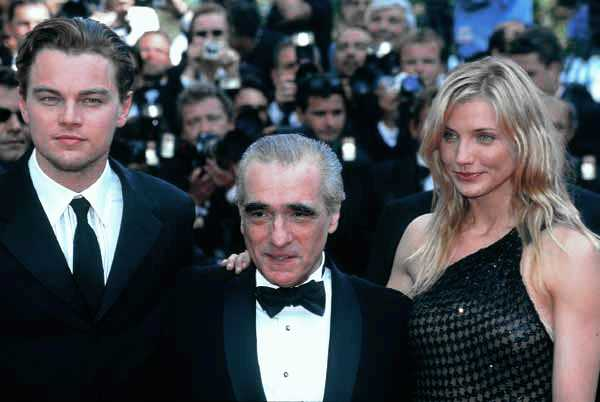
Leonardo DiCaprio, Martin Scorsese és Cameron Diaz a 2002-es cannes-i fesztiválon

2002-ben DiCaprio maga mögött hagyta a róla kialakult sztereotipikus képet és két széles körben elismert rendezővel is együtt dolgozott: Steven Spielberg Kapj el, ha tudsz és a Martin Scorsese rendezte New York bandái is rendkívül jó kritikai fogadtatásra lelt. DiCaprio folytatta a közös munkát Scorsesével, 2004-ben elkészült az Aviátor című életrajzi film Howard Hughes amerikai üzletemberről, akinek megformálásáért DiCaprio megkapta második Oscar-jelölését, mint legjobb színész. A színész és a rendező harmadjára is nekivágott a közös munkának (nem véletlen, hogy ráaggatták DiCaprióra a Scorsese új 'De Nirója' elnevezést) 2006-ban, s leforgatták A téglát, amiben a 32 éves színész egy a bostoni maffiába beépülő zsarut alakított. DiCaprio következő produkciója már két hónap múlva a mozikban volt. A Véres gyémánt főszerepéért megszerezte élete harmadik Oscar-jelölését. Mindkét filmben nyújtott alakításáért szerepelt a Golden Globe-jelöltek között a legjobb drámai színész kategóriában, s hasonlóan kétszer képviselte magát Broadcast Film Critics Association legjobb színész-nomináltjai között, ami meglehetősen ritka teljesítmény. A Screen Actors Guild, vagyis a Színészek Szakszervezete A tégláért mellékszereplői, a Véres gyémántért főszereplői díjra terjesztette fel, míg a Brit Filmakadémia A tégláért ismerte el egy jelöléssel a legjobb színész kategóriában.
Ridley Scott rendezte a Hazugságok hálója című, David Ignatius könyve nyomán készült filmet, melynek forgatókönyvét az Oscar-díjas William Monahan írta. DiCaprio partnere Russell Crowe, aki a Gladiátor óta állandó színésze Scottnak. A produkció 2008 őszén érkezett az amerikai és magyar mozikba is. 2007. március 22-én DiCaprio leszerződött Titanicbeli szereplőtársával, Kate Winslettel együtt a Richard Yates 1961-es művéből készült A szabadság útjaihoz. A rendező Winslet férje, Sam Mendes, a bemutató 2008 karácsonyára esett, s a 66. Golden Globe-gálán mindkét főszereplőt jelölték a filmben nyújtott alakításáért. 2010-ben került a mozikba a Viharsziget címet viselő film, melyben DiCaprio újfent Scorsesével dolgozott együtt. Az azonos című könyvből készült, az 1950-es években játszódó bűnügyi filmben a színész egy U. S. Marshallt játszik. A későbbiekben kerül sor a Robert Ludlum-regényből vászonra kerülő The Chancellor Manuscriptre és a megint csak Martin Scorsese rendezésében készülő The Rise of Theodore Rooseveltre, amely film az USA 26. elnökének életébe és karrierjébe nyújt bepillantást.
A The Screen Directory ötödiknek sorolta Leonardo DiCapriót a legjobb ma működő színészek listáján, míg 2007 májusában a Time a világ 100 legbefolyásosabb emberei között jegyezte.

### Magánélete

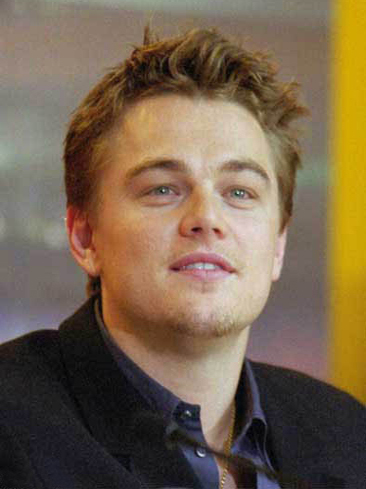
DiCaprio 2000-ben, A part egy sajtótájékoztatóján

DiCapriót dicsérő szóval illették környezetvédelmi csoportok, amiért menetrend szerinti repülőjáratokkal utazik privát gép helyett, ami több üzemanyagot fogyaszt. DiCaprio megemlítette, hogy házán napenergiát hasznosító panelek vannak, illetve hogy hibridautót vezet. Az Ukula című magazin egy cikkében, ami Az utolsó óra című dokumentumfilmjével foglalkozott, elmondta, véleménye szerint a globális felmelegedés „az első számú környezetvédelmi kihívás.” DiCaprio és Al Gore korábbi amerikai alelnök a 2007-es Oscar-ceremónián bejelentette, hogy a díjátadó környezettudatos eljárások alkalmazásával zajlott le, bizonyítva az Akadémia elkötelezettségét is a környezetvédelem mellett. 2007. július 7-én a színész mutatta be a Live Earth-koncertsorozat amerikai résztvevőit. DiCaprio bejegyzett kaliforniai demokrata, aktívan vesz részt a mérsékelten progresszív ügyek promotálásában, s 2004-ben támogatta John Kerry szenátor elnöki kampányát, majd 2008 márciusában Barack Obamát segítette.
1998-ban DiCaprio és édesanyja 35 000 amerikai dollárt adományoztak a csúcstechnológiájú „Leonardo DiCaprio Computer Center”-nek (Leonardo DiCaprio Számítógép Központ), a Los Angeles Public Library (1874 Hillhurst Avenue) Los Feliz-i ágazatának, ami DiCaprio gyermekkori otthona. Az 1994-es Northridge-i földrengés után újjáépítették és 1999 elején nyílt meg. Itt emlékplakátok láthatóak, s a kíváncsi rajongókat is szívesen fogadják a könyvtárban.
A Véres gyémánt forgatása során DiCaprio a maputói SOS Children's Village 24 árvájával dolgozott együtt Mozambikban, s elmondása szerint mélyen megérintették a gyermekekkel való érintkezései. DiCaprio tulajdonát képezi Los Angeles-i otthona mellett egy New York-i lakás is. Megvásárolt egy Belize-i szigetet, ahol öko-barát szállást tervez berendezni, illetve egy lakást Riverhouse-ban, amely öko-barátként nyújt kilátást a Hudson-folyóra. A színésznek kapcsolata volt többek között Gisele Bündchen brazil szupermodellel, Kristen Zanggal és Vanessa Haydennel. 2005. novemberben kezdődött Bar Refaeli izraeli modellel a kapcsolata, és 2011 májusában szakítottak. De augusztusban Blake Lively színésznővel indult az újabb kapcsolata, ami 2011 októberében véget ért. DiCaprio egy modellel, Erin Heathertonnal randizott 2011 decemberétől 2012 októberéig.
2005-ben súlyos arcsérülést szenvedett: Aretha Wilson modell arcon vágta egy törött üvegpalackkal egy hollywoodi partin. Wilsont két év börtönre ítélték.

## Válogatott filmográfia
- 1991 – Rémecskék 3.
- 1993 – Ez a fiúk sorsa
- 1993 – Gilbert Grape
- 1995 – Gyorsabb a halálnál
- 1995 – Egy kosaras naplója
- 1996 – Rómeó + Júlia
- 1996 – Marvin szobája
- 1997 – Titanic
- 1998 – A vasálarcos
- 1998 – Sztárral szemben
- 2000 – A part
- 2001 – Don kocsmája
- 2002 – Kapj el, ha tudsz
- 2002 – New York bandái
- 2004 – Aviátor
- 2006 – A tégla
- 2006 – Véres gyémánt
- 2008 – Hazugságok hálója
- 2008 – A szabadság útjai
- 2010 – Viharsziget
- 2010 – Eredet
- 2011 – J. Edgar – Az FBI embere
- 2012 – Django elszabadul
- 2013 – A nagy Gatsby
- 2013 – A Wall Street farkasa
- 2015 – A visszatérő
- 2019 – Volt egyszer egy Hollywood
- 2021 – Ne nézz fel!
- 2023 – Megfojtott virágok

## Díjai és jelölései
- Arany Málna díj

1999. Legrosszabb páros a vásznon – mint ikrek (A vasálarcos)
2000. – jelölés – A legrosszabb színész (A part)
- BAFTA-díj

2005. Legjobb férfi főszereplő jelölés (Aviátor)
2007. Legjobb férfi főszereplő jelölés (A tégla)
2014. Legjobb férfi főszereplő jelölés (A Wall Street farkasa)
2016. A Legjobb férfi főszereplő díja (A visszatérő)
2020. Legjobb férfi főszereplő jelölés (Volt egyszer egy Hollywood)
2022. Legjobb férfi főszereplő jelölés (Ne nézz fel!)
- Berlini Nemzetközi Filmfesztivál

1997. Legjobb színész (Romeo + Júlia)
- Blockbuster Entertainment Awards

1997. Kedvenc színész (Romeo + Júlia)
1998. Kedvenc színész (Titanic)
- Chicagói Filmkritiksok Szövetsége

1994. Legígéretesebb színész (Ez a fiúk sorsa)
- Chlotrudis Awards

1997. Legjobb mellékszereplő színész (Marvin szobája)
- Golden Globe-díj

1994. – Golden Globe-jelölés – A legjobb férfi epizódszereplő (Gilbert Grape)
1997. – Golden Globe-jelölés – A legjobb drámai színész (Titanic)
2002. – Golden Globe-jelölés – A legjobb drámai színész (Kapj el, ha tudsz)
2004. – A legjobb férfi főszereplő – dráma (Aviátor)
2006. – Golden Globe-jelölés – A legjobb drámai színész (A tégla)
2006. – Golden Globe-jelölés – A legjobb drámai színész (Véres gyémánt)
2008. – Golden Globe-jelölés – A legjobb drámai színész (A szabadság útjai)
2011. – Golden Globe-jelölés – A legjobb drámai színész (J. Edgar – Az FBI embere)
2012. – Golden Globe-jelölés – A legjobb férfi mellékszerelő (Django elszabadul)
2013. – A legjobb férfi főszereplő – vígjáték (A Wall Street farkasa)
2015. – A legjobb férfi főszereplő – dráma (A visszatérő)
2019. – Golden Globe-jelölés – A legjobb vígjáték színész (Volt egyszer egy Hollywood)
2022. – Golden Globe-jelölés – A legjobb vígjáték színész (Ne nézz fel!)
2024. – Golden Globe-jelölés – A legjobb drámai színész (Megfojtott virágok)
- Hollywoodi Filmfesztivál

2004. Az év színésze
- Ír Film- és Televíziós Díjak

2007. Legjobb nemzetközi színész (A tégla)
- Közép-Ohiói Filmkritikusok Szövetsége

2007. Legjobb színész (A tégla)
- Los Angeles-i Filmkritikusok Szövetsége

1993. New Generation Award
- MTV Movie Awards

1998. legjobb férfi alakítás (Titanic)
2005. legjobb férfi alakítás (Aviátor)
- National Board of Review

1993. Legjobb mellékszereplő színész (Gilbert Grape)
2006. Legjobb színészgárda (A tégla)
- Oscar-díj

1994. – Oscar-jelölés – A legjobb férfi mellékszereplő (Gilbert Grape)
2005. – Oscar-jelölés – A legjobb férfi főszereplő (Aviátor)
2007. – Oscar-jelölés – A legjobb férfi főszereplő (Véres gyémánt)
2014. – Oscar-jelölés – A legjobb férfi főszereplő (A Wall Street farkasa)
2014. – Oscar-jelölés – A legjobb film (A Wall Street farkasa)
2016. – A legjobb férfi főszereplő (A visszatérő)
2020. – Oscar-jelölés – A legjobb férfi főszereplő (Volt egyszer egy Hollywood)
- Satellite Award

2006. A legjobb férfi mellékszereplő (A tégla)
- Teen Choice Awards

2003. Kedvenc filmes hazudozó (Kapj el, ha tudsz)

## Magyarul róla
- Fejes Imre–Horváth Lászlóː Leonardo DiCaprio. A Titanic sztárja; Free Style Entertainment Press, Budapest, 1998 (Vox könyvek)
- Brian J. Robbː Leonardo DiCaprio album; ford. Dobos Lívia; Sweetwater, Budapest, 1998